# Championnats de France d'escrime 2005
 (septembre 2022).
Si vous disposez d'ouvrages ou d'articles de référence ou si vous connaissez des sites web de qualité traitant du thème abordé ici, merci de compléter l'article en donnant les références utiles à sa vérifiabilité et en les liant à la section « Notes et références ».
Navigation
Édition précédente Édition suivante
Les championnats de France d'escrime 2005 ont eu lieu le 12 décembre 2005 à Paris au Stade Pierre-de-Coubertin.

## Médaillés

### Fleuret
| Épreuves          | Or                | Argent           | Bronze                            |
| ----------------- | ----------------- | ---------------- | --------------------------------- |
| Fleuret           |                   |                  |                                   |
| Hommes individuel | Marcel Marcilloux | Jérémie Cadot    | Jean-Noël Ferrari Guillaume Pitta |
| Femmes individuel | Clothilde Magnan  | Adeline Wuillème | Gwenaelle Huet Émilie Laurent     |

### Sabre
| Épreuves          | Or             | Argent            | Bronze                                |
| ----------------- | -------------- | ----------------- | ------------------------------------- |
| Sabre             |                |                   |                                       |
| Hommes individuel | Nicolas Lopez  | Vincent Anstett   | Fabrice Gazin Jean-Baptiste Semmartin |
| Femmes individuel | Léonore Perrus | Eve Pouteil-Noble | Julie Berengier Anaïs Drion           |

### Épée
| Épreuves          | Or                    | Argent          | Bronze                           |
| ----------------- | --------------------- | --------------- | -------------------------------- |
| Épée              |                       |                 |                                  |
| Hommes individuel | Jérôme Jeannet        | Yoeri Vanlaecke | Gauthier Grumier Érik Boisse     |
| Femmes individuel | Hajnalka Kiraly-Picot | Laura Flessel   | Sandrine Dumoulin Maureen Nisima |